# Batalla de Benidorm
La batalla de Benidorm de 1755 enfrentó a una flotilla española de cinco jabeques españoles capitaneados por José de Flon y Sesma, contra tres jabeques argelinos pertenecientes al corsario berberisco Archimussa. Los españoles fueron victoriosos y echaron a pique a toda la oposición.

## Battle
José Flon liderada los jabeques Aventurero, Ibicenco, Catalán, Garzota y Gavilán, mientras que Archimussa llevaba tres con 24, 22 y 14 cañones. Las dos flotillas se encontraron ante la rada de Benidorm y, tras 14 horas de lucha, los españoles salieron victoriosos, hundiendo los tres navíos argelinos y capturando a sus tripulaciones y al propio Archimussa.

## Posterioridad
Los españoles desembarcaron en Cartagena para reparaciones. Entre sus rehenes traían 321 turcos, 162 moros y nueve renegados españoles. Se liberó a un español, once holandeses, un piamontés y un romano, que habían sido recientemente capturados en una urca holandesa e iban camino de la esclavitud de Argel, mientras que por el contrario los turcos y moros fueron echados en cadenas.